# Vlag van Santo Domingo de los Tsáchilas

Vlag van Santo Domingo de los Tsáchilas

De vlag van Santo Domingo de los Tsáchilas is de vlag van de Ecuadoraanse provincie Santo Domingo de los Tsáchilas. De vlag geeft grafisch het karakter van de provincie weer en heeft de oorspronkelijke kleuren van de kantonale vlag, rood en groen. Het schuinkruis van wit en zwart heeft de oorspronkelijke manpe tsanpá kleuren van de kleding van de Tsáchila mannen. Het kruis symboliseert de vier armen ook naar de vier wegen, die vanuit de omliggende provincies Pichincha, Guayas, Manabí en Esmeraldas naar Santo Domingo voeren. Het middelste embleem van de vlag is de zon, die op het snijpunt van de kruisarmen is geplaatst. De zon staat voor de culturele erfenis van de belangrijke mensen, het legaat van veertig jaren strijd. Deze zon is als een kompasroos te lezen. De rechte stralen volgens de vier hoofdwindrichtingen staan voor de taaie, moeilijke strijd van provincievorming, die vier decennia duurde. De vier andere rechte stralen verwijzen naar de stroomgebieden van de rivieren Toachi, Quinindé, Borbón en Peripa. De vier golvende stralen volgens noordnoordoost, oostzuidoost, zuidzuidwest en westnoordwest verwijzen naar de vier commissies die een impuls gaven aan de vorming van de provincie. De vier overige golvende stralen staan voor vier plantensoorten, die de agrarische rijkdommen vormen: de rubberboom, cacaoboom, koffieplant en Afrikaanse palm. De 16 stralen zijn vanuit het centrum van de zon aan de rechterzijde geel en aan de linkerzijde wit. Ze staan voor goedheid, hydrologische rijkdom –die de basis is van de agrarische voorspoed en veestapel en niet om te kopen zuiverheid. In het midden van de zon is een veelkleurige kolibrie geplaatst, die opvliegt richting broektop. Deze vogel is het symbool van de wijsheid in het voorouderlijke Tsáchila. Zijn veelkleurigheid symboliseert de multiculturele samenleving en pluriforme etnische samenstelling van het volk in de provincie. Zijn majestueuze vlucht doelt op de glorieuze eindbestemming van provincie en inwoners, zijn opgeslagen vleugels roepen broeder- en zusterliefde op. Zijn zeventien veren staan voor de zeventien maanden die nodig waren voor de volksraadpleging en provincievorming. De gekozen kleuren en elementen creëren een sober, aangenaam en elegant contrast, wat ook de persoonlijkheid is van de mensen aldaar en die men in de vlag weergegeven wilde zien. De kleur rood staat voor het vuur en voor het bloed van de voorouders. De kleur groen symboliseert de groene lokale regio, de vernieuwing van de Natuur, de hoop en onsterfelijkheid. Geel, de kleur van goud, is gebruikt om de rijkdom aan te duiden, de eeuwigheid en sublimatie. Zwart is de drager van het serieuze, van sobere gestrengheid, symboliseert ook de boom die de verfstof levert voor de strepen van de oorspronkelijke manpe tsanpá. Wit, de som van de kleuren, staat voor licht, zuiverheid, niet-corrupt zijn, perfectie.